# 北錫拉丘茲 (紐約州)
北錫拉丘茲（英語：North Syracuse）是位於美國紐約州奧農達加縣的村。

## 人口
根據2020年美國人口普查的數據，北錫拉丘茲的面積為5.15平方千米，皆為陸地。當地共有人口6739人，而人口密度為每平方千米1,309人。